# Paragonah
Paragonah és una població dels Estats Units a l'estat de Utah. Segons el cens del 2000 tenia 470 habitants.

## Demografia
Segons el cens del 2000, Paragonah tenia 470 habitants, 156 habitatges, i 122 famílies. La densitat de població era de 312,9 habitants per km².
Per edats la població es repartia de la següent manera: un 33,8% tenia menys de 18 anys, un 8,3% entre 18 i 24, un 22,1% entre 25 i 44, un 20,9% de 45 a 60 i un 14,9% 65 anys o més.
L'edat mediana era de 34 anys. Per cada 100 dones de 18 o més anys hi havia 96,8 homes.
La renda mediana per habitatge era de 33.958 $ i la renda mediana per família de 37.083 $. Els homes tenien una renda mediana de 25.208 $ mentre que les dones 21.563 $. La renda per capita de la població era d'11.352 $. Entorn del 8,8% de les famílies i el 13,9% de la població estaven per davall del llindar de pobresa.

## Poblacions més properes
El següent diagrama mostra les poblacions més properes.